# Río Aucayacu
Der Río Aucayacu (Quechua: aucayacu für „wilder Fluss“) ist ein 30 km (einschließlich Quellflüssen: 49 km) langer rechter Nebenfluss des Río Huallaga in der Provinz Leoncio Prado in der Region Huánuco in Zentral-Peru.

## Flusslauf
Der Río Aucayacu besitzt zwei jeweils 19 km lange Quellflüsse, die in der Cordillera Azul entspringen und sich auf einer Höhe von etwa 930 m vereinigen. Der nördliche Quellfluss  entspringt an der Wasserscheide der Cordillera Azul auf einer Höhe von 2200 m. Das Quellgebiet liegt an der östlichen Grenze des Distrikts Santo Domingo de Anda an der Nordwestflanke eines 2350 m hohen Berges. Der nördliche Quellfluss fließt anfangs 7 km nach Norden und durchschneidet im Anschluss einen Höhenkamm in nordwestlicher Richtung. Auf seinen unteren 8 Kilometern fließt er nach Südwesten. Der südliche Quellfluss  entspringt im Nordosten des Distrikts Pueblo Nuevo auf einer Höhe von 2100 m. Das Quellgebiet liegt ebenfalls im Hauptkamm der Cordillera Azul. Der südliche Quellfluss fließt anfangs 6 km nach Südwesten und wendet sich im Anschluss in Richtung Nordnordwest. Unterhalb der Vereinigung der beiden Quellflüsse fließt der Río Aucayacu 10 km in Richtung Nordnordwest, bevor er mehrere Höhenkämme in westlicher Richtung durchschneidet. Bei Flusskilometer 6 erreicht er das breite Flusstal des Río Huallaga. An seinem Südufer liegt die Ortschaft Yacusisa sowie an der Mündung die Kleinstadt Aucayacu. Der Río Aucayacu mündet auf einer Höhe von ungefähr 930 m in den Río Huallaga. Der Flusslauf des Río Aucayacu liegt mit Ausnahme der oberen etwa 5 Kilometer im Distrikt José Crespo y Castillo.

## Einzugsgebiet
Das Einzugsgebiet des Río Aucayacu umfasst eine Fläche von 289 km². In den höheren Lagen wächst Bergregenwald, in den unteren Lagen dominieren landwirtschaftliche Nutzflächen. Im Norden grenzt das Einzugsgebiet des Río Aucayacu an das des Río Pucayacu, im Osten an die Einzugsgebiete von Río Shambo und Río Pintoyacu, zwei Nebenflüsse des Río Aguaytía, im Süden an das des Río Pendencia, ein Nebenfluss des Río Tulumayo, sowie im Westen an die der Flüsse Río Anda, Río Pacae und Río Sangapilla.

## Fauna
In dem Flusssystem kommt offenbar der Marmor-Gebirgsharnischwels (Chaetostoma changae) aus der Gattung der Gebirgsbachharnischwelse vor.